# Фонтан-шутиха
Фонтан-шутиха — садово-парковый фонтан с комическим сюрпризом. Фонтаны-шутихи являлись одним из элементов парадных резиденций регулярного паркового стиля. Характерны для архитектурных стилей маньеризм, барокко и рококо.

## Особенности фонтанов-шутих
Отличительные черты фонтанов-шутих в сравнении с привычными фонтанами выделил А. Гейрот:
- предельно необычное оформление, часто замаскированы под знакомые предметы, иногда были спрятаны в ландшафте,
- водяная струя била непостоянно, неожиданность появления струй воды,
- прямой контакт воды с аудиторией, фонтаны должны обрызгивать посетителей,
- фонтан рассчитан не только на эстетическое удовольствие, но и призван создавать шутливое настроение, погружать в атмосферу игры.

## Историография и история проблемы
Карпичечи А. К. относит первые фонтаны-шутихи к садам, созданным зодчим Сенмутом для царицы Хатшепсут (1490/1489—1468 до н. э., 1479—1458 до н. э. или 1504—1482 до н. э.). Не совсем понятно, вкладывали ли египтяне в это понятие европейский смысл Нового времени.

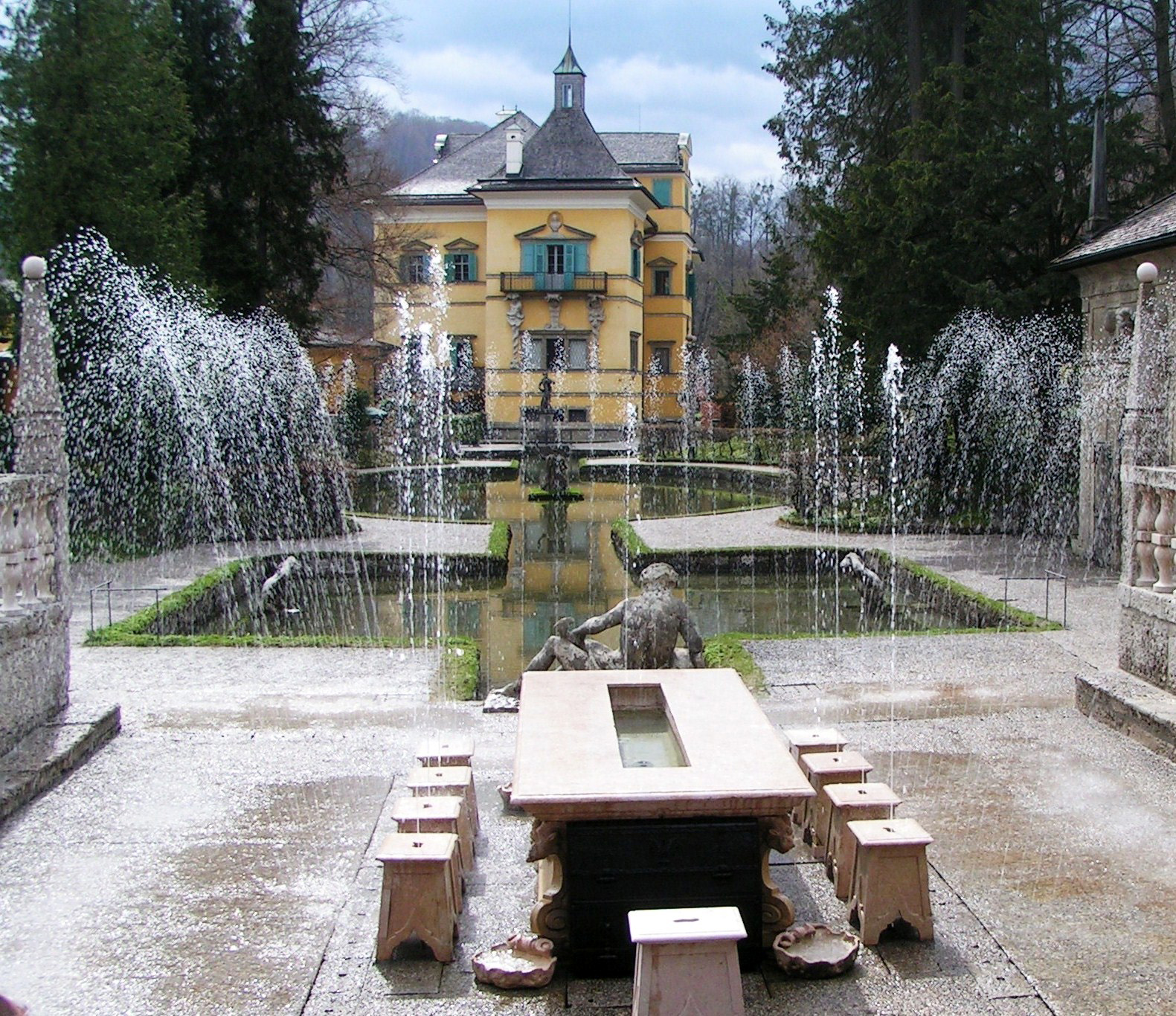
Фонтан-шутиха «Княжеский стол» в Хелльбрунне

В охотничей части «парка» в Эдене (на северо-западе Франции в Бургундии), созданного в XIII веке графом Робером II д’Артуа, находились фонтаны-шутихи, созданные под влиянием арабо-сицилийского садоводства (до Артуа граф Робер правил в Сицилии). Он дал имя парку «Эдем» («Эден», «Земной рай»):

Наряду с роскошным розарием здесь имелись искусственные пещеры, водные шутихи и потешные автоматы, правда, довольно примитивные, такие как движимые при помощи веревок фигурки обезьян, указывающих лапами на банкетный павильон.
— Соколов М. Н. Принцип рая
В Европе Нового времени фонтаны-шутихи появляются в XVII веке. Прообразом фонтанов-шутих Петра I мог служить парк в Хелльбрунне под Зальцбургом, созданный в 1612—1617 годах в стиле маньеризм. Парк перенасыщен развлечениями, включая неожиданное поливание водой — «потешные фонтаны» (или «фонтаны-шутихи»). В гроте Нептуна и на выходе из него на посетителей обрушиваются струи воды, бьющие из отверстий в потолке, стенах, напольных плитах и скульптурных оленьих голов на портале фасада.
В Римском театре Хельбрунна располагается до настоящего времени так называемый Княжеский стол. Каменная столешница имеет специальное углубление, которое позволяет сохранять необходимую температуру вина. Сюрприз — когда гости рассаживаются за столом, то из каменных табуретов и мощения у стола начинает бить вода, обливая их с ног до головы. Вода не бьёт только из-под одного сиденья, которое предназначалось архиепископу, владельцу парка. Пётр I в своих многочисленных поездках по немецким княжествам никогда не посещал расположенный в предгорьях Альп Зальцбург, но не мог не слышать о его диковинках.
Для Версаля фонтаны-шутихи не отмечены.
Расцвет фонтанов-шутих приходится на эпоху барокко и рококо. В. В. Дормидонтова и Т. Л. Белкина выделяют для садово-паркового искусства эпохи барокко специфические приёмы: «фонтаны-шутихи», «звукоподражающие устройства», приёмы, иллюзорно раздвигающие границы — приёмы «ах-ах» и живописные «обманки».
Д. С. Лихачёв также считал фонтаны-шутихи атрибутом именно эпохи барокко:

…в садах Барокко гораздо отчетливее проступал элемент отдыха от серьезного… Подстриженные в виде людей, зверей, ваз, колонн кусты и деревья — характернейшие для Барокко курьезы: такие же, как шутливые фонтаны („шутихи“), „тайные“ скамьи, обманные перспективные картины, создававшие иллюзию продолжения аллей или открывающихся видов на природу, села, ложные строения и т. д.
— Лихачёв Д. С. Поэзия садов: к семантике садово-парковых стилей. Сад как текст
В России фонтаны-шутихи появились при Петре I. М. Г. Земцов во Втором Летнем саду устроил Лабиринт (система дорожек, которая была окружена параллельно идущими стенами из кустов. Здесь были оборудованы фонтаны-шутихи, под струи которых часто попадали посетители Летнего сада. На мостике перекинутом через Поперечный канал стояли фонтаны-шутихи, дорожки к Лабиринту проходили по мосткам с фонтанами-шутихами. На протяжении XVIII века были созданы знаменитые фонтаны-шутихи в Петергофе.
В XIX веке фонтаны-шутихи исчезают, в XX веке архитекторы, историки искусства и парковые дизайнеры испытывали к ним весьма сдержанный интерес. Нет ни одной монографии, посвящённой именно этой проблеме.
О реставрации фонтанов-шутих в Петергофе статья А. Г. Раскина и Т. В. Уваровой. Раскопки дали существенную информацию о первоначальном устройстве этих фонтанов. С результатами реставрации и раскопок можно ознакомиться в Музее фонтанного дела, созданном в Петергофе, а также на выставке Гроты Большого каскада.
Фонтаны-шутихи встречаются и в современных садах и парках, особенно южных курортов. Достопримечательностью турецкого отеля «Риксос Премиум Белек» на побережье Средиземного моря, наряду с множеством водных горок и пещерами, являются фонтаны-шутихи.

## Фонтаны-шутихи в России
В восточной части Нижнего парка Петергофа действуют несколько фонтанов-шутих:
- Фонтан-шутиха «Водяная дорога» (создан по замыслу Петра I в 1721 году)
- Фонтан-шутиха «Ёлочки», архитектор Стрельников Ф. А. (эпоха Екатерины II, в 1784 году)
- Фонтан-шутиха «Дубок» (эпоха Анны Иоанновны, в 1735 году)
- Фонтан-шутиха «Зонтик» («Грибок», эпоха Екатерины II, 1796 год)
- Фонтаны-шутихи «Диванчики» (эпоха Петра I, 1721—1723)

Отдельно, но также в Петергофе, расположен ещё один фонтан-шутиха:
- «Стол с брызганием» и «Водяные завесы» в Нижнем гроте Большого каскада (замысел Петра I, реализован после его смерти)

Петергофские фонтаны-шутихи — единственные действующие в современной России образцы старинных «водяных забав».
- Фонтан-шутиха «Ёлочки» в действии
- Фонтан-шутиха «Диванчики» в действии
- Фонтан-шутиха «Стол с брызганием» в действии
- Фонтан-шутиха «Дубок» в действии